# Степфордските съпруги (филм, 1975)
Степфордските съпруги (на английски: The Stepford Wives) е американски научнофантастичен трилър от 1975 година на режисьора Брайън Форбс. Базиран е на едноименния роман на Айра Левин.
Под същото заглавие през 2004 година излиза римейк на филма.

## Актьорски състав
| Актьор          | Роля            |
| --------------- | --------------- |
| Катрин Рос      | Джоана Еберхарт |
| Пола Прентис    | Боби            |
| Питър Мастерсън | Уолтър Еберхарт |
| Нанет Нюман     | Карол           |
| Йозеф Зомер     | Тед             |
| Тина Луис       | Шармейн         |

## Награди и номинации
| Награда | Категория                        | Номиниран(и)                     | Резултат  |
| ------- | -------------------------------- | -------------------------------- | --------- |
| Сатурн  | Най-добра актриса                | Катрин Рос                       | награда   |
| Сатурн  | Най-добър научнофантастичен филм | Най-добър научнофантастичен филм | номинация |